# Dante Brogno
Pour les articles homonymes, voir Brogno.
Dante Brogno, né le 2 mai 1966 à Charleroi, à la Maternité Reine Astrid, est un footballeur et entraîneur belge, d'origine italienne, qui joue au poste d'attaquant.

## Biographie
Né à Charleroi de parents italiens, originaires de Calabre, Dante Brogno découvre le football au sein du petit club du Pavillon Montagnard avant de poursuivre sa formation à la RA Marchienne.

### Carrière de joueur

#### En club
Dante Brogno commence sa carrière en équipe première en 1984 à la RA Marchienne, club jouant alors en série provinciale. Buteur maison, il est repéré par les recruteurs du Sporting Charleroi et décide de franchir le pas vers la Division 1.
C'est en 1986 que Dante Brogno arrive chez les Zèbres, où il effectue l'entièreté de sa carrière professionnelle jusqu'en 2001. Capitaine emblématique du club, il devient au fil de quinze saisons une véritable icône avec 389 matchs joués et 108 buts inscrits en championnat. Ces statistiques font de lui le joueur le plus capé et le meilleur buteur de l'histoire du club. 

#### En sélections nationales
Il est retenu pour un match de qualification pour la Coupe du monde 1998, avec les  Diables Rouges, le 11 octobre 1997 (Belgique-Pays de Galles, 3-2), mais il ne monte pas au jeu. Cela reste sa seule sélection en équipe nationale.

### Carrière d'entraîneur
Dante Brogno met fin à sa carrière de footballeur en 2001 et intègre directement le staff de son club de toujours, le Sporting Charleroi, en tant qu'entraîneur adjoint d'Enzo Scifo.
Lors de la saison 2002, il devient l'entraîneur principal du club avant de reprendre son poste d'adjoint durant quatre ans. Il s'occupe ensuite d'entraîner l'équipe de jeunes pendant deux saisons et quitte le Sporting Charleroi en 2009 pour entraîner l'équipe première de l'Olympic Charleroi, jusque juin 2010.
Il entraîne ensuite la Royale Union Saint-Gilloise pour la saison 2010-2011 et puis l'AFC Tubize, club de division 2 belge, entre février 2012 et octobre 2014.
Le 21 octobre 2015, il devient entraîneur du club de La Louvière Centre. Il en est limogé le 11 avril 2016 après 6 matches sans victoires et la quasi-certitude pour le club de ne pas monter en division 1B (ancienne division 2).
De 2016 à 2019, il est en poste au RFC Liège. Il remporte le tour final de D2 Amateur et permet la montée de son club à l'issue de la saison 2017-2018, après avoir échoué une première fois lors de la saison précédente.
En 2019, il devient l’entraîneur des Francs-Borains, il quitte son poste d'entraîneur en janvier 2022 pour raison personnelle.
Le 22 septembre 2022 il est nommé entraîneur du RAEC Mons ou il est champion de D3 ACFF  lors de la saison 2022-2023 et Champion de D2 ACFF lors de la saison 2023-2024.
Le 29 Novembre 2024 le RAEC Mons annonce que Dante Brogno quitte le club pour raison familiales.

## Palmarès

### Palmarès de joueur
- Sporting Charleroi
  - Finaliste de la Coupe de Belgique en 1993

### Palmarès d'entraîneur
- RFC Liège
  - Vice-champion de D2 Amateur en 2017
  - Vice-champion de D2 Amateur et promu via le tour final en 2018
- RAEC Mons
  - Champion de Division 3 ACFF en 2023
  - Champion de Division 2 ACFF en 2024

### Distinctions personnelles
- Meilleur buteur de l'histoire du Sporting Charleroi
- Joueur le plus capé de l'histoire du Sporting Charleroi

## Vie privée
Dante Brogno est le père de Loris Brogno et le frère de Toni Brogno, tous deux footballeurs professionnels également.